# Jacques Cachemire
Jacques Cachemire (* 27. Februar 1947 in Pointe-à-Pitre) ist ein französischer ehemaliger Basketballspieler.

## Laufbahn
Der 1,97 Meter messende Flügelspieler, in Basketballkreisen auch unter dem Spitznamen Cachou bekannt, lief in Frankreichs höchster Spielklasse für SA Lyon (1968/69), Antibes (1969 bis 1979) und ASPO Tours (1979 bis 1984) auf. Mit Antibes wurde er 1970 und mit Tours 1980 französischer Meister. In der Saison 1974/75 erzielte Cachemire 29,1 Punkte pro Begegnung und damit den Ligabestwert in diesem Spieljahr. Mit 14 955 erzielten Punkten lag er in der ewigen Korbjägerliste der französischen Liga bei seinem Karriereende auf dem zweiten Rang.
Von 1969 bis 1983 bestritt Cachemire 250 Länderspiele. Diese Bestmarke wurde später von Hervé Dubuisson (259 Länderspiele) übertroffen. Er nahm an den Europameisterschaften 1971, 1973, 1977, 1979, 1981 und 1983 teil. Bei der EM 1973 lag der Franzose mit 17,7 Punkten je Begegnung auf dem vierten Rang der Korbjägerliste.

### Trainer
Als Trainer war er für ASPO Tours (1983/84, Spielertrainer), Lourdes (1992) und RCM Toulouse (1993/94) tätig.
Im Oktober 2012 wurde in seiner Geburtsstadt Pointe-à-Pitre auf Guadeloupe eine Straße nach Jacques Cachemire benannt.